# واکه
در آواشناسی، واکه یا مُصَوِّت یا حرف صدادار (به انگلیسی: vowel) صدایی در زبان گفتاری است که ویژگی آن به وسیلهٔ وضعیت باز مجرای صوتی شناخته می‌شود که در آن هیچ فشار هوایی در بالای حنجره ایجاد نمی‌شود.
این، در برابر همخوان (حرف بی‌صدا) قرار می‌گیرد، که ویژگی‌اش با یک انقباض یا بسته شدن در یک یا چند نقطه در مجرای صوتی مشخص می‌شود. یک واکه همچنین معمولاً یک هجا شناخته می‌شود. در تمام زبان‌ها، واکه‌ها هسته یا اوج هجا را می‌سازند، در حالی که هم‌خوان‌ها آغاز و پایان هجا را. در هر حال، بعضی زبان‌ها به صداهای دیگر نیز اجازه می‌دهند تا هستهٔ هجا را به وجود آورند مانندِ حرف «ط» در واژهٔ «عطف» [ع.طف] (نقطه هجاها یا بخش‌های واژه را از هم جدا کرده‌ است).

## ایجاد

### بلندی
بلندی واکه به‌معنی میزان بازشدگی دهان در حین ایجاد واکه گفته می‌شود. الفبای آوانگاری بین‌المللی هفت درجه از میزان بلندی را تعریف کرده‌ است، ولی هنوز هیچ زبانی شناخته نشده است که همهٔ آن‌ها را با هم بدون مشخصهٔ یک ویژگی دیگر تمایز بدهد:
- بسته (بلند)
- پیش‌بسته (پیش‌بلند)
- بسته‌میانی (بلندمیانی)
- میانی (حقیقی‌میانی)
- بازمیانی (افتاده‌میانی)
- پیش‌باز (پیش‌افتاده)
- باز (افتاده)

### برگشتی
برگشتی واکه به‌معنی محل قرارگیری زبان نسبت به پشت زبان است. الفبای آوانگاری بین‌المللی پنج درجه از برگشتی واکه را تعریف کرده‌است:
- جلویی
- پیش‌جلویی
- مرکزی
- پیش‌پشتی
- پشتی

### گردشدگی واکه
گردشدگی واکه به‌معنی حالت لب‌ها هنگام ایجاد واکه است. در حین ایجاد یک واکه می‌توان لب‌ها را گرد ننمود، یا اگر بخواهیم یک واکهٔ گرد تولید کنیم، از دو صورت برآمده و فشرده می‌توانیم استفاده کنیم.

### باز، مطرح، جمع
این سه حالت میزان تمایل واکه را نشان می‌دهند:
- باز
- مطرح
- جمع

### خیشومی‌شدگی
این پارامتر مشخص‌کنندهٔ صدای تودماغی است.

### آواسازی
آوایی به‌معنی داشتن یا نداشتن واک است.

### حالت‌های دیگر
حالت‌های دیگر، سفتی، موقعیت ریشه زبان، و تنگه‌های ثانویه در دستگاه صوتی هستند.

## واکه‌ها در زبان فارسی
واکه‌ها یا حروف صدادار در زبان فارسی شش تا هستند و همخوان‌ها به وسیلهٔ آن‌ها ادا می‌شوند. از ترکیب واکه‌ها و همخوان‌ها، بخش‌ها و از ترکیب بخش‌ها، واژه‌ها به‌وجود می‌آیند. برخی واژه‌ها یک بخشی و برخی دو یا چندبخشی هستند. واژگان معنادار یک بخشی حداقل از دو و حداکثر از چهار صدا تشکیل شده‌اند که در واژه‌های چهارصدایی، حداقل یکی از همخوان‌ها امتدادپذیر است.
واکه‌ها در زبان فارسی دو دسته بلند و کوتاه هستند.
واکه‌های بلند سه تا هستند (آ - او - ای). در میان همۀ واکه‌های فارسی، تنها واکهٔ آ است که حرف اختصاصی در دبیرهٔ فارسی دارد. برای نمایش دو واکهٔ بلند او و ای به‌طور قرضی از دو همخوانِ (صامت) 'و' و 'ی' استفاده می‌شود که به آن‌ها حروف صدادار هم می‌گویند.
واکه‌های کوتاه نیز سه تا هستند. (زبر (فتحه) - زیر (کسره) - پیش (ضمه)) نامیده می‌شوند که در موارد ابهام‌زدایی به صورت سه نشانه (ـَــِــُ) به حروف اضافه می‌شوند. چون در حروف الفبا نماینده ندارند در مقابل حروف (اشکال) به آن‌ها حرکات (نشانه‌ها) می‌گویند. مصوت کوتاه ـُ اگر به تنهایی بیاید حرف ربط است که با حرف و نمایش داده می‌شود.
همچنین در برخی واژه‌ها واکهٔ کوتاه ـُ با حرف و نمایش داده می‌شود مانند: میکروسکوپ (آوانویسی: microskop). همچنین اگر در پایان واژه بیاید با حرف و نمایش داده می‌شود مانند: تو (آوانویسی: to). واکه‌های کوتاه اگر در آغاز واژه بیایند با حرف ا یا ع نمایش داده می‌شوند مانند: اسب (آوانویسی: asb) , اسم (آوانویسی: esm) , امید (آوانویسی: ommid) , عمو (آوانویسی: amu) , عرفان (آوانویسی: erfān) , عمران (آوانویسی: omrān)